# Michael Creagh
Michael Creagh é um cineasta britânico. Como reconhecimento, foi nomeado ao Oscar 2011 na categoria de Melhor Curta-metragem por The Crush.